# Yelena Sinchukova
Yelena Sinchukova (née Ivanova, le 23 janvier 1961) est une athlète russe spécialiste du saut en longueur. 

## Biographie

### Palmarès
| Date | Compétition                    | Lieu      | Résultat | Performance |
| ---- | ------------------------------ | --------- | -------- | ----------- |
| 1982 | Championnats d'Europe          | Athènes   | 3e       | 6,73 m      |
| 1991 | Championnats du monde          | Tokyo     | 4e       | 7,04 m      |
| 1992 | Coupe du monde des nations     | La Havane | 2e       | 6,85 m      |
| 1993 | Championnats du monde          | Stuttgart | 10e      | 6,52 m      |
| 1996 | Championnats d'Europe en salle | Stockholm | 2e       | 6,75 m      |

### Records
| Épreuve          | Performance | Lieu     | Date         |
| ---------------- | ----------- | -------- | ------------ |
| Saut en longueur | 7,20 m      | Budapest | 20 juin 1991 |